# Copa del Mundo de Atletismo de 1977
La 1º Copa del Mundo de Atletismo se disputó entre los días 2 y 4 de septiembre de 1977 en el Rheinstadion de Dusseldorf, República Federal de Alemania.
En competición masculina participaron:
República Democrática Alemana, Estados Unidos, República Federal Alemana, Europa, América, África, Asia y Oceanía.
En competición femenina participaron:
Europa, República Democrática Alemana, Unión Soviética, Estados Unidos, América, Oceanía, África y Asia.

## Clasificación por equipos

### Masculino
| Pos. | Equipo              | Resultado |
| ---- | ------------------- | --------- |
| 1    | Alemania Oriental   | 127       |
| 2    | Estados Unidos      | 120       |
| 3    | Alemania Occidental | 112       |
| 4    | Europa              | 111       |
| 5    | América             | 92        |
| 6    | África              | 78        |
| 7    | Oceanía             | 48        |
| 8    | Asia                | 44        |

### Femenino
| Pos. | Equipo            | Resultado |
| ---- | ----------------- | --------- |
| 1    | Europa            | 109       |
| 2    | Alemania Oriental | 93        |
| 3    | Unión Soviética   | 90        |
| 4    | Estados Unidos    | 60        |
| 5    | América           | 56        |
| 6    | Oceanía           | 46        |
| 7    | África            | 32        |
| 8    | Asia              | 30        |

## Resultados por pruebas

### Masculino
| Evento                  | Oro                                                                                          | Plata | Bronce |
| ----------------------- | -------------------------------------------------------------------------------------------- | --- | --- |
| 100 metros              | Steve Williams Estados Unidos 10.13                                                          | Eugen Ray República Democrática Alemana 10.15                                                                                           | Silvio Leonard ( Cuba) · América · 10.19                                                                                                 |
| 200 metros              | Clancy Edwards Estados Unidos 20.17                                                          | Pietro Mennea ( Italia) · Europa · 20.17                                                                                                | Silvio Leonard ( Cuba) · América · 20.30                                                                                                 |
| 400 metros              | Alberto Juantorena ( Cuba) · América · 45.36                                                 | Volker Beck República Democrática Alemana 45.50                                                                                         | Robert Taylor Estados Unidos 45.57 |
| 800 metros              | Alberto Juantorena ( Cuba) · América · 1:44.04                                               | Mike Boit ( Kenia) África 1:44.14 | Willi Wülbeck Alemania Occidental 1:45.47                                                                                                |
| 1.500 metros            | Steve Ovett ( Reino Unido) Europa 3:34.45                                                    | Thomas Wessinghage Alemania Occidental 3:35.98                                                                                          | Jürgen Straub República Democrática Alemana 3:37.50                                                                                      |
| 5.000 metros            | Miruts Yifter ( Etiopía) África 13:13.82                                                     | Marty Liquori Estados Unidos 13:15.06                                                                                                   | David Fitzsimons ( Australia) Oceanía 13:17.42                                                                                           |
| 10.000 metros           | Miruts Yifter ( Etiopía) África 28:32.31                                                     | Jörg Peter República Democrática Alemana 28:34.00                                                                                       | Jos Hermens ( Países Bajos) · Europa · 28:35.00                                                                                          |
| 110 metros vallas       | Thomas Munkelt República Democrática Alemana 13.41                                           | Alejandro Casañas ( Cuba) · América · 13.50                                                                                             | Charles Foster Estados Unidos 13.51 |
| 400 metros vallas       | Edwin Moses Estados Unidos 47.58                                                             | Volker Beck República Democrática Alemana 48.83                                                                                         | Harald Schmid Alemania Occidental 48.85                                                                                                  |
| 3.000 metros obstáculos | Michael Karst Alemania Occidental 8:21.60                                                    | Eshetu Tura ( Etiopía) África 8:22.50                                                                                                   | George Malley Estados Unidos 8:25.20 |
| Salto de altura         | Rolf Beilschmidt República Democrática Alemana 2.30                                          | Dwight Stones Estados Unidos 2.27 | Jacek Wszola ( Polonia) · Europa · 2.24                                                                                                  |
| Salto con pértiga       | Mike Tully Estados Unidos 5.60                                                               | Wladyslaw Kozakiewicz ( Polonia) · Europa · 5.55                                                                                        | Axel Weber República Democrática Alemana 5.30                                                                                            |
| Salto de longitud       | Arnie Robinson Estados Unidos 8.19                                                           | Hans Baumgartner Alemania Occidental 7.96                                                                                               | Charlton Ehizuelen ( Nigeria) África 7.89                                                                                                |
| Triple salto            | Joāo Carlos de Oliveira ( Brasil) · América · 16.68                                          | Anatoly Piskulin ( Unión Soviética) Europa 16.61                                                                                        | Klaus Hufnagel República Democrática Alemana 16.43                                                                                       |
| Lanzamiento de peso     | Udo Beyer República Democrática Alemana 21.74                                                | Reijo Ståhlberg ( Finlandia) · Europa · 20.46                                                                                           | Ralf Reichenbach Alemania Occidental 19.97                                                                                               |
| Lanzamiento de disco    | Wolfgang Schmidt República Democrática Alemana 67.14                                         | Mac Wilkins Estados Unidos 66.64 | Hein-Direck Neu Alemania Occidental 62.64                                                                                                |
| Lanzamiento de martillo | Karl-Hans Riehm Alemania Occidental 75.64                                                    | Jochen Sachse República Democrática Alemana 75.40                                                                                       | Peter Farmer ( Australia) Oceanía 73.92                                                                                                  |
| Lanzamiento de jabalina | Michael Wessing Alemania Occidental 87.46                                                    | Wolfgang Hanisch República Democrática Alemana 84.28                                                                                    | Miklós Németh ( Hungría) · Europa · 80.82                                                                                                |
| Relevos 4x100 metros    | Bill Collins Steve Riddick Cliff Wiley Steve Williams Estados Unidos 38.03 WR                | Manfred Kokot Eugen Ray Detlef Kübeck Alexander Thieme República Democrática Alemana 38.56                                              | Rui Da Silva ( Brasil) · Silvio Leonard ( Cuba) · Don Quarrie ( Jamaica) · Osvaldo Lara ( Cuba) · América · 38.57                        |
| Relevos 4x400 metros    | Lothar Krieg Franz-Peter Hofmeister Harald Schmid Bernd Herrmann Alemania Occidental 3:01.34 | Josip Alebic ( Yugoslavia) · Francis Demarthon ( Francia) · David Jenkins ( Reino Unido) · Ryszard Podlas ( Polonia) · Europa · 3:02.47 | Delmo da Silva ( Brasil) · Fred Sowerby ( Antigua y Barbuda) · Brian Saunders ( Canadá) · Alberto Juantorena ( Cuba) · América · 3:02.66 |

### Femenino
| Evento                  | Oro | Plata | Bronce                                                                                          |
| ----------------------- | --- | --- | ----------------------------------------------------------------------------------------------- |
| 100 metros              | Marlies Oelsner República Democrática Alemana 11.16                                                                                                  | Sonia Lannaman ( Reino Unido) Europa 11.26 | Silvia Chivás ( Cuba) · América · 11.34                                                         |
| 200 metros              | Irena Szewinska ( Polonia) · Europa · 22.72 | Bärbel Eckert República Democrática Alemana 23.02                                                                                                  | Tatyana Prorochenko Unión Soviética 23.26                                                       |
| 400 metros              | Irena Szewinska ( Polonia) · Europa · 49.52 | Marita Koch República Democrática Alemana 49.76 | Marina Sidorova Unión Soviética 51.29                                                           |
| 800 metros              | Totka Petrova ( Bulgaria) Europa 1:59.20 | Christine Liebetrau República Democrática Alemana 1:59.47                                                                                          | Svetlana Styrkina Unión Soviética 1:59.72                                                       |
| 1500 metros             | Tatyana Kazankina Unión Soviética 4:12.74 | Francie Larrieu Estados Unidos 4:13.00 | Ulrike Bruns República Democrática Alemana 4:13.10                                              |
| 3000 metros             | Grete Waitz ( Noruega) · Europa · 8:43.50 | Lyudmila Bragina Unión Soviética 8:46.30 | Jan Merrill Estados Unidos 8:46.60                                                              |
| 100 metros vallas       | Grazyna Rabsztyn ( Polonia) · Europa · 12.70 | Johanna Klier República Democrática Alemana 12.86                                                                                                  | Lyubov Nikitenko Unión Soviética 12.87                                                          |
| Salto de altura         | Rosemarie Ackermann República Democrática Alemana 1.98                                                                                               | Sara Simeoni ( Italia) · Europa · 1.92 | Debbie Brill ( Canadá) · América · 1.89                                                         |
| Salto de longitud       | Lyn Jacenko ( Australia) Oceanía 6.54 | Jarmila Nygrynova ( Checoslovaquia) Europa 6.48 | Tatyana Skachko Unión Soviética 6.48                                                            |
| Lanzamiento de peso     | Helena Fibingerová ( Checoslovaquia) Europa 20.63 | Svetlana Krachevskaya Unión Soviética 20.39 | Maren Seidler Estados Unidos 15.50                                                              |
| Lanzamiento de disco    | Faina Veleva Unión Soviética 68.10 | Argentina Menis ( Rumania) · Europa · 63.38 | Sabine Engel República Democrática Alemana 63.12                                                |
| Lanzamiento de jabalina | Ruth Fuchs República Democrática Alemana 62.36 | Nadezhda Yakubovich Unión Soviética 62.02 | Tessa Sanderson ( Reino Unido) Europa 60.30                                                     |
| Relevos 4x100 metros    | Elvira Possekel ( Alemania Occidental) Andrea Lynch ( Reino Unido) Annegret Richter ( Alemania Occidental) Sonia Lannaman ( Reino Unido Europa 42.51 | Monika Hamman Romy Schneider Ingrid Brestrich Marlies Oelsner República Democrática Alemana 42.65                                                  | Vera Anisimova Lyudmila Maslakova Marina Sidorova Lyudmila Storozhkova Unión Soviética 42.91    |
| Relevos 4x400 metros    | Bettina Popp Barbara Krug Christina Brehmer Marita Koch República Democrática Alemana 3:24.04                                                        | Rita Bottiglieri ( Italia) · Donna Hartley ( Reino Unido) · Dagmar Furhmann ( Alemania Occidental) · Irena Szewinska ( Polonia) · Europa · 3:25.80 | Lyudmila Aksyonova Natalia Sokolova Tatyana Prorochenko Marina Sidorova Unión Soviética 3:27.00 |